# Рокитянський Микола Іванович
Рокитянський  Микола Іванович  (нар. 1911, село Хмелів Роменського повіту Полтавської губернії, наразі Роменського району Сумської області — США - професор Каліфорнійського коледжу.

## Біографія
Рокитянський Микола Іванович народився в 1911 році в родині залізничника в селі Хмелів Роменського повіту Полтавської губернії. У Хмелові закінчив  школу. Його батько, уродженець цього ж села, трудився виконробом на спорудженні Китайсько-Східної залізниці. Пізніше Іван Рокитянський був залишений для її обслуговування. Мати Миколи Івановича родом із Чернігівщини. Коли розпочалися конфлікти на згаданій залізниці, сім’я переїхала до США. У Каліфорнії Микола навчався в Стенфордському університеті, який був заснований залізничним магнатом Лілендом Стенфордом із дружиною Джейн Летроп. По закінченню навчання Рокитянський Микола Іванович працював у слов’янському відділенні бібліотеки Конгресу США, потім у Міністерстві освіти. 
На початку 60-років минулого століття Рокитянський у складі делегації Сполучених Штатів Америки відвідав Україну з метою вивчення досвіду системи радянської освіти. За результатами поїздки науковець написав книгу.
У 1988 році Микола Іванович знову завітав в Україну та побував у рідному селі Хмелові.  